# Neopanax laetus
Neopanax laetus är en araliaväxtart som först beskrevs av Kirk, och fick sitt nu gällande namn av Allan. Neopanax laetus ingår i släktet Neopanax och familjen Araliaceae. Inga underarter finns listade.